# گوستابو سسار
گوستابو سسار (اسپانیایی: Gustavo César‎؛ زادهٔ ۲۹ ژانویهٔ ۱۹۸۰) دوچرخه‌سوار اهل اسپانیا است.
از باشگاه‌هایی که در آن رکاب زده‌است می‌توان به تیم دوچرخه‌سواری اندلسیا اشاره کرد.